# Луч (Пензенская область)
Луч — посёлок в Башмаковском районе Пензенской области России. Входит в состав Троицкого сельсовета.

## География
Посёлок находится на расстоянии 22 км к северо-западу от рабочего посёлка Башмаково, административного центра района.

### Часовой пояс
Посёлок Луч, как и вся Пензенская область, находится в часовой зоне МСК (московское время). Смещение применяемого времени относительно UTC составляет +3:00.

## История
Образован в начале 1930-х века как посёлок совхоза «Луч».

## Население
| 2010 |
| ---- |
| 104  |